# Anderson Marques
Anderson Marques de Oliveira (ur. 6 lutego 1983 w Mogi das Cruzes, São Paulo) – brazylijski piłkarz grający na pozycji obrońcy. Obecnie występuje w serbskim Partizanie Belgrad.

## Kariera
Anderson Marques jest wychowankiem klubu Portuguesa São Paulo. W latach 1999–2001 występował w juniorskim zespole z Suzano. W 2002 roku został piłkarzem Grêmio Porto Alegre. Po dwóch latach gry w tym klubie przeniósł się do Grêmio Barueri. W 2005 roku wraz z tą drużyną sięgnął po mistrzostwo trzeciej ligi stanowej. Rok później świętował wygranie drugiego stopnia ligowego. W 2008 roku grał w Noroeste Bauru. Od kwietnia 2009 roku do lipca 2011 roku grał w AD São Caetano. W rozgrywkach Campeonato Brasileiro Série B zadebiutował 8 maja 2009 w przegranym meczu z Bragantino Bragança Paulista (0:2). 18 lipca 2011 roku podpisał czteroletni kontrakt z ówczesnym mistrzem Serbii, Partizanem Belgrad. Jego pierwszym oficjalnym spotkaniem rozegranym w barwach tej drużyny był mecz z FK Metalac Gornji Milanovac, rozegrany 26 października 2011 w ramach Pucharu Serbii (3:1).